# Coleen Gray
Coleen Gray, geboren als Doris Bernice Jensen (Staplehurst (Nebraska), 23 oktober 1922 – Los Angeles, 3 augustus 2015) was een Amerikaanse actrice.

## Levensloop en carrière
Gray speelde in 1946 haar eerste rol van betekenis naast John Wayne en Montgomery Clift in Red River van regisseur Howard Hawks. In 1947 had ze niet alleen een belangrijke rol naast Victor Mature en Richard Widmark in Kiss of Death van Henry Hathaway, maar vertolkte ook naast Tyrone Power en Joan Blondell de belangrijke rol van Molly in Edmund Goulding's cultklassieker Nightmare Alley. In 1950 volgde een hoofdrol naast Bing Crosby in Riding High. De jaren daarna speelde ze onder andere in Kansas City Confidential (1952) en Stanley Kubrick's The Killing (1956). Begin jaren 60 volgden ten slotte hoofdrollen in The Leech Woman en The Phantom Planet. Daarna was ze nog maar sporadisch in films te zien. Haar laatste rol was die van Marian in Cry From The Mountain (1986).
Gray, moeder van twee kinderen, trad drie keer in het huwelijk. Ze overleed in 2015 op 92-jarige leeftijd en werd begraven in Westwood Village Memorial Park Cemetery in Los Angeles.

## Beknopte filmografie
- 1947 · Kiss of Death
- 1947 · Nightmare Alley
- 1948 · Red River
- 1950 · Riding High
- 1952 · Kansas City Confidential
- 1956 · The Killing
- 1960 · The Leech Woman
- 1961 · The Phantom Planet